# Roumtenga (Yako)
Pour les articles homonymes, voir Roumtenga.
Roumtenga est une commune rurale située dans le département de Yako de la province du Passoré dans la région Nord au Burkina Faso.

## Géographie
Roumtenga se trouve à 10 km au sud-ouest du centre de Yako, le chef-lieu de la province, et à 7 km de la route nationale 13.

## Économie
Commune agro-pastorale, Roumtenga possède un marché au bétail.

## Santé et éducation
Roumtenga accueille un centre de santé et de promotion sociale (CSPS) tandis que le centre médical avec antenne chirurgicale (CMA) de la province se trouve à Yako. 
Le village possède une école primaire ainsi qu'un collège d'enseignement général (CEG) privé.
Par ailleurs, le village a été l'un des sites d'implantation  d'une « École des maris et futurs époux » instituée dans le cadre du projet « Autonomisation des femmes et dividende démographique au Sahel » (SWEED) mené par l'ONG Mwangaza Action afin de sensibiliser les hommes aux taches domestiques, au partage des rôles et à l'égalité homme-femme ainsi qu'à l'acquisition de connaissances autour des questions de reproduction.